# Mathilda Belladonna
Mathilda Belladonna (Engels: Bathilda Bagshot) is een personage uit de Harry Potter-reeks van de Britse schrijfster J.K. Rowling.
Belladonna woonde in Goderics Eind en was een oude vriendin van de familie Perkamentus. Ze is vooral bekend geworden als de schrijfster van het boek "Geschiedenis van de Toverkunst" (Engels: A History of Magic).
Belladonna was een belangrijke bron voor de biografie Het Leven en de Leugens van Albus Perkamentus van Rita Pulpers. De informatie is mogelijk door Pulpers aan Belladonna ontfutseld door middel van Veritaserum.
Ze is waarschijnlijk meerdere maanden voordat Harry aankwam in Goderics Eind gestorven, naar aangenomen wordt door toedoen van Voldemort. De slang van Voldemort, Nagini, vermomde zich als Belladonna en wachtte Harry op in de Halvemaanstraat. Harry wist met hulp van Hermelien te ontsnappen, maar brak wel zijn toverstaf. Later repareerde hij die door middel van de Zegevlier.
Een neef van Belladonna is Gellert Grindelwald, hierdoor leerde Albus Perkamentus Grindelwald kennen.